# Mario Ajmone Cat
Mario Ajmone Cat (Salerno, 5 febbraio 1894 – Roma, 20 marzo 1952) è stato un generale e aviatore italiano, veterano della prima guerra mondiale, dove fu decorato di tre Medaglie d'argento al valor militare. Fu comandante della Scuola di guerra aerea, e poi dell'Aeronautica dell'Africa Orientale durante la guerra d'Etiopia. Al termine del conflitto riassunse l'incarico precedente, mantenuto fino all'entrata nella seconda guerra mondiale del Regno d'Italia, avvenuta il 10 giugno 1940. Dal 28 giugno successivo fu comandante della 3ª Squadra aerea, e dal febbraio 1941 della 5ª Squadra aerea in Libia. Qui ebbe alcuni dissapori sia con lo stato maggiore tedesco sia con il Comando terrestre italiano, e il 6 novembre venne sollevato dall'incarico per essere assegnato al Comando Generale delle Scuole Militari Aeronautiche, che mantenne fino all'armistizio dell'8 settembre 1943. Dopo la liberazione della capitale fu nominato capo di stato maggiore dell'Aeronautica, incarico mantenuto dal 13 dicembre 1944 al 5 febbraio 1951.

## Biografia
Nacque a Salerno il 5 febbraio 1894, figlio di Ferdinando, ufficiale di fanteria del corpo dei bersaglieri, e di Maria Domenica Sparano.  Nel 1907 entrò nella Scuola militare di Roma, per passare nel 1911 a frequentare la Regia Accademia Militare di Artiglieria e Genio di Torino. Nel febbraio 1913 si brevettò sottotenente di artiglieria, passando successivamente alla Scuola di applicazione di Artiglieria e Genio di Torino.
Finito il corso di studi fu assegnato al 9º Reggimento artiglieria da campagna di stanza nei pressi di Pavia. Nel marzo 1915 richiese di frequentare il corso per osservatore d'aeroplano tenutosi presso la Scuola di Nettuno, conseguendo il brevetto il 23 maggio 1915. Il 13 settembre, con il grado di tenente, era in forza alla 10ª Squadriglia da ricognizione e combattimento Farman, assegnata alla 3ª Armata del generale Emanuele Filiberto di Savoia-Aosta. Il 12 ottobre entrò in servizio presso la 6ª Squadriglia da ricognizione e combattimento Farman, il 14 febbraio 1916 lui e il sergente Antonio Locatelli, volando su un Farman 14 con motore Fiat A.10 da 100 CV, rivendicarono una vittoria aerea. Il 15 aprile la squadriglia fu ridenominata 30ª Squadriglia Farman, assegnata alla 2ª Armata, prestando servizio in tale unità fino al mese di maggio, quando fu promosso capitano e assegnato prima al Battaglione Squadriglie Aviatori e poi, dai primi di luglio, alla 5ª Squadriglia.
Tra il mese di agosto e il mese di ottobre frequentò il corso di pilotaggio di Mirafiori, ottenendo il brevetto di pilota il 16 ottobre e quello di pilota militare di Aviatik il 16 gennaio 1917. Inizialmente assegnato alla 72ª Squadriglia Aviatik (poi 72ª Squadriglia Caccia) di Brescia, il 10 aprile assunse il comando della 33ª Squadriglia Farman (poi 33ª Squadriglia bis Savoia-Pomilio SP.2 e Savoia-Pomilio SP.3), e allo scioglimento di questa, dal 5 maggio al comando della 111ª Squadriglia SAML di Campoformido fino al 31 luglio quando fu trasferita a Taliedo per essere assegnata al Corpo di spedizione italiano in Macedonia che partì il 13 settembre per Taranto per arrivare a destinazione nel mese di ottobre. Alla testa di tale squadriglia partecipò alla campagna passando successivamente al comando interinale del XXI Gruppo aeroplani formatosi a Salonicco il 25 maggio 1918.
In seguito entrò nel 3º Raggruppamento Aeroplani da ricognizione, rimanendo in forza al reparto fino al 16 ottobre 1923, data in cui abbandonò l'Esercito per transitare formalmente in servizio della neocostituita Regia Aeronautica, destinato al 19º Stormo aeroplani da ricognizione.
Nel novembre 1926 fu promosso al grado di tenente colonnello, prendendo il comando della Scuola di osservazione aerea a partire dal luglio 1927. Ricoprì quel ruolo fino all'ottobre 1929. In quel mese fu promosso al grado di colonnello, assumendo il comando del 2º Stormo, per poi ricevere quello della Direzione Generale dei Servizi, del Materiale e degli Aeroporti, ruolo coperto fino al 19 marzo 1931. Nello stesso mese divenne comandante del 7º Stormo da Bombardamento Notturno, ricoprendo tale incarico fino al 15 ottobre 1932, giorno in cui assume le funzioni di sottocapo di stato maggiore della 3ª Zona Aerea Territoriale (Z.A.T.) con sede a Roma-Centocelle. Ricoprì tale incarico fino al 1º marzo 1934, per passare, il 1º novembre dello stesso anno, al comando della Scuola di guerra aerea di Firenze, ricoprendo tale incarico a più riprese fino al 15 febbraio 1940. Prese parte ai raid Roma-Londra-Berlino-Roma, alla Crociera per idrovolanti del Mediterraneo orientale (giugno 1929), e alla Giornata dell'Ala (1932). Il 21 marzo 1935 è promosso al grado di generale di brigata aerea, assegnato con funzioni di comando, all'Aviazione dell'Eritrea.
Tra il 5 settembre 1935 e il 14 agosto del 1936 partecipò alla guerra d'Etiopia, col ruolo di Comandante del Comando aeronautica dell'Africa orientale italiana. Durante la campagna fu promosso generale di divisione aerea “per meriti straordinari” (febbraio 1936). Finito l'impegno bellico, nell'agosto 1936 ritornò al comando della Scuola di guerra aerea, per poi lasciarla il 19 novembre 1936 per diventare comandante della 4ª Zona Aerea Territoriale di Bari. Durante lo svolgimento di questo incarico, venne promosso al rango di generale di squadra aerea il 14 aprile 1939. Lasciò l'incarico al parigrado Eraldo Ilari il 16 maggio successivo ritornando al comando della Scuola di guerra aerea.
Dopo l'entrata in guerra del Regno d'Italia, avvenuta il 10 giugno 1940, il 28 dello stesso mese assunse il comando della 3ª Squadra aerea. Nel febbraio 1941, vista la grave situazione in Africa settentrionale, assume il comando della 5ª Squadra aerea in Libia. Qui ebbe alcuni dissapori sia con lo Stato Maggiore tedesco sia con il comando terrestre italiano, e il 6 novembre venne sollevato dall'incarico per essere assegnato al Comando Generale delle Scuole Militari Aeronautiche. Con l'armistizio dell'8 settembre 1943 fu posto in licenza illimitata, rimanendo a Roma durante il periodo dell'occupazione nazista.
Dopo la liberazione della Capitale, il 13 novembre 1944, fu sottoposto a procedimento di epurazione venendo assolto da ogni addebito. Richiamato in servizio assunse l'incarico di capo di stato maggiore dell'Aeronautica dal 13 dicembre 1944, ricoprendolo fino al 5 febbraio 1951. Morì a Roma il 20 marzo 1952. Fu sposato con la contessa Carla Angela Durini di Monza, la prima donna a compiere un'attraversata dell'Africa equatoriale su mezzi meccanizzati (dal Mar Rosso a Lobito). L'impresa, sponsorizzata dal fascismo, è documentata da una collezione di pellicole dell'Istituto Luce. È il padre dell'esploratore antartico Giovanni Ajmone Cat.

### Annotazioni
1. ↑  Subito dopo gli fu conferita la qualifica di: Comandante di Aeronautica d'Armata per le relazioni con le aviazioni alleate.
2. ↑  Con la proclamazione dell'armistizio ricevette l'ordine dal Capo di Gabinetto del Ministero dell'Aeronautica di sciogliere il Comando Scuole,  cosa che fece preoccupandosi di distruggere i documenti segreti e riservati, compreso l'elenco del personale.
3. ↑  Più volte invitato ad unirsi all'Aeronautica Nazionale Repubblicana, rifiutò sempre di farlo, anche di fronte a reiterate minacce.

### Fonti
1. 1 2 3 4 5 6 7 8 9 10 11 12 13 14 15 16 17 18  Cersosimo 2014, p. 13.
2. 1 2 3 4 5 6 7  Ufficio Storico dell'Aeronautica Militare 1969, p. 42.
3. 1 2  Molfese 1925, p. 12.
4. ↑  Fraschetti 1985, p. 51.
5. ↑  Molfese 1925, p. 22.
6. ↑  Fraschetti 1986, p. 97.
7. ↑  Fraschetti 1986, p. 110,  il 28 marzo 1923 con il R.D. n.645 (54).
8. 1 2 3 4 5 6 7 8 9 10 11  Cersosimo 2014, p. 14.
9. 1 2 3  Lioy 1965, p. 23.
10. ↑  Lioy 1965, p. 237.
11. ↑  Lioy 1965, p. 24.
12. ↑  Cersosimo 2014, p. 15.
13. ↑  Gazzetta Ufficiale del Regno d'Italia n.140 del 16 giugno 1940.
14. ↑  Gazzetta Ufficiale del Regno d'Italia n.225 del 26 settembre 1935, pag.4721.
15. ↑  Gazzetta Ufficiale del Regno d'Italia n.267 del 18 novembre 1937, pag. 24.